# П'єр Бланшар (актор)
П'єр Бланша́р (фр. Pierre Blanchar, повне ім'я — Густа́в П'єр Бланша́р (фр. Gustave Pierre Blanchard); 30 червня 1892, Скікда, Алжир — 21 листопада 1963, Сюрен, О-де-Сен, Франція) — французький актор театру та кіно. Лауреат Кубка Вольпі за найкращу чоловічу роль .

## Біографія

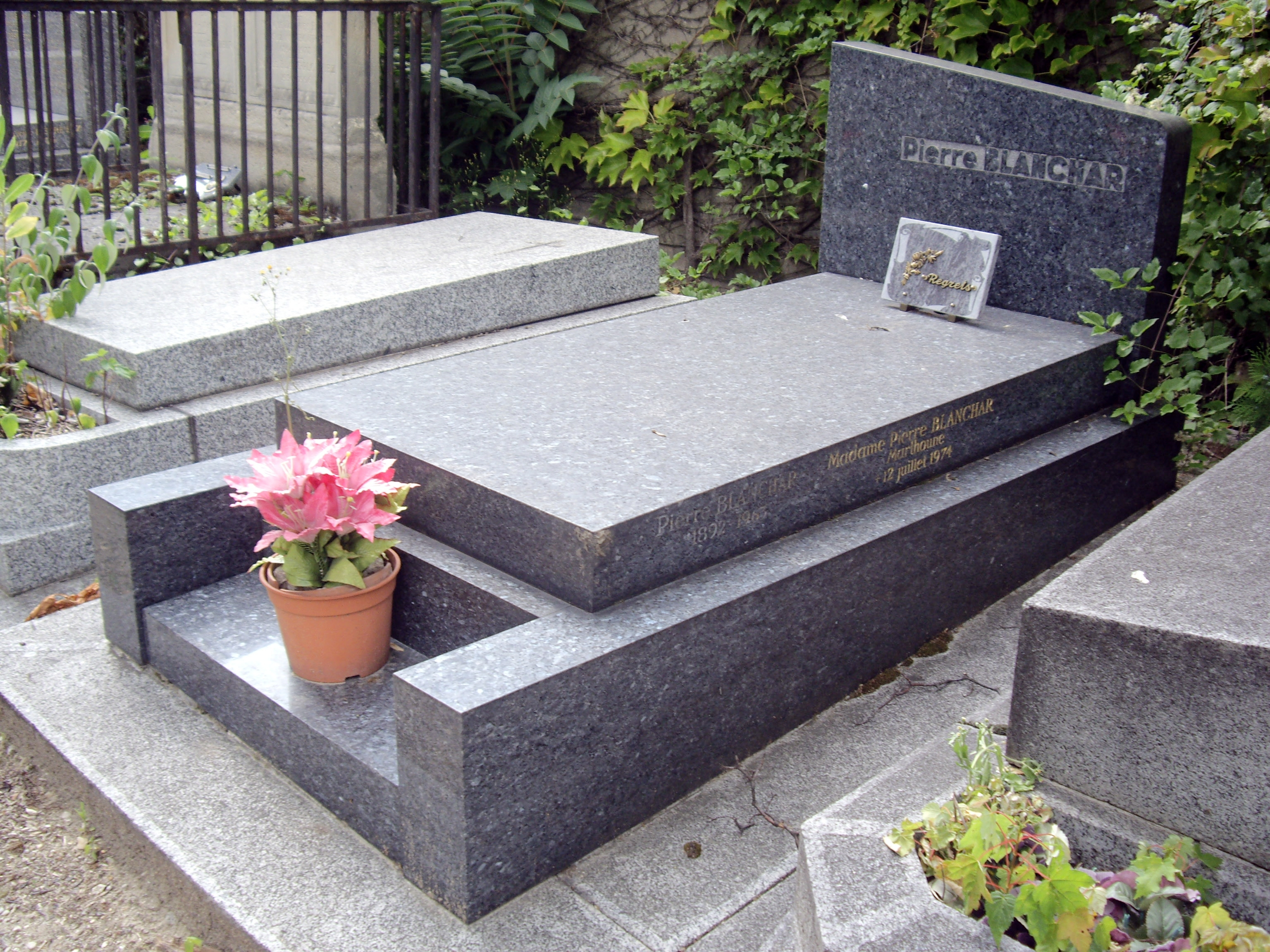
Могила П. Бланшара в Парижі

П'єр Бланшар народився у Французькому Алжирі, учасник Першої світової війни. З 1919 почав виступати в театрі «Одеон», потім навчався в Паризькій консерваторії і працював у різних драматичних театрах. З 1921 почав зніматися в кіно (перший фільм «Тато, добре серце», режисер Анрі Крос) й одночасно працював акторам в різних паризьких театрах. На початку кінокар'єри Бланшар виступав в амплуа «перших коханців», потім створив декілька значних романтичних образів. Повною мірою талант Бланшара проявився у фільмах, де він грав людей важкої, іноді трагічної долі. У фільмі П'єра Шеналя «Злочин і кара» (Crime et Châtiment, 1935) за романом Ф. М. Достоєвського зіграв Раскольнікова, за що був удостоєний Кубку Вольпі за кращу чоловічу роль на МКФ у Венеції (1935). Виконав головні ролі у фільмах «Пікова дама» (La dame de pique, 1937) Федора Оцепа за твором А. С. Пушкіна і «Гравець» (Le Joueur, 1938) Луї Дакена і Герхарда Лампрехта за романои Достоєвського.
Під час окупації Франції в роки Другої світової війни Бланшар знявся в головній ролі у фільмі режисера Ж. Деланнуа «Понкарраль, полковник Імперії» (1942). Характер відважної людини, що боролася проти Бурбонів, був близький мужнім героям Французького Опору. У 1943—1945 роках Бланшар був одним з командирів загонів Руху Опору, одночасно очолював Комітет звільнення французького кіно, що зіграв велику роль в об'єднанні передових діячів кіно в період боротьби проти фашистських окупантів. Бланшар брав участь у збройному повстанні проти нацистських окупантів в Парижі (серпень 1944 року). У 1940-і роки знімався в патріотичних фільмах — «Батьківщина» (1946, режисер Л. Дакен) та ін. Бланшар був одним з перших викладачів Інститут вищої кіноосвіти в Парижі.
Загалом П'єр Бланшар знявся у 54 фільмах. Остання стрічка з його участю — «Чорний монокль» (Le Monocle noir, 1961) режисера Жоржа Лотнера.

## Особисте життя
П'єр Бланшар був одружений з акторкою Мартою Віно (уродженою Лагранж); подружжя мало доньку — також акторку Домінік Бланшар (нар. 2.06.1927).

## Фільмографія
| Рік  |    | Українська назва              | Оригінальна назва                      | Роль                                |
| ---- | -- | ----------------------------- | -------------------------------------- | ----------------------------------- |
| 1920 | кф | Тато, добре серце             | Papa bon coeur                         |                                     |
| 1922 | ф  | Жоселен                       | Jocelyn                                | Альфонс де Ламартен                 |
| 1923 | ф  | У садах Мурсії                | Aux jardins de Murcie                  | Ксав'є                              |
| 1924 | ф  | Вискочка                      | L'arriviste                            | Жак де Міранд                       |
| 1927 | ф  | Шахіст                        | Le joueur d'échecs                     | Болеслав Воровський                 |
| 1929 | ф  | Капітан Фракасс               | Le capitaine Fracasse                  | барон де Сігоньяк / капітан Фракасс |
| 1929 | ф  | Діана — історія парижанина    | Diane - Die Geschichte einer Pariserin | лейтенант Гатсон Мервіл             |
| 1932 | ф  | Дерев'яні хрести              | Les croix de bois                      | ад'ютант Жильбер Демаші             |
| 1932 | ф  | Атлантида                     | L'Atlantide                            | капітан Сент-Аві                    |
| 1932 | ф  | Мелодрама                     | Mélo                                   | П'єр, чоловік                       |
| 1932 | ф  | Красуня моряка                | La belle marinière                     | Сільвестр                           |
| 1933 | ф  | Ця стара каналія              | Cette vieille canaille                 | Жан Трапу                           |
| 1934 | ф  | На краю світу                 | Au bout du monde                       | Жан Арно                            |
| 1934 | ф  | Золото                        | L'or                                   | Франсуа Бертьє                      |
| 1935 | ф  | Турандот, принцеса Китаю      | Turandot, princesse de Chine           | Калаф                               |
| 1935 | ф  | Диявол у пляшці               | Le diable en bouteille                 | Ків                                 |
| 1935 | ф  | Злочин і кара                 | Crime et châtiment                     | Раскольніков                        |
| 1935 | ф  | Коханці і злодії              | Amants et voleurs                      | Клод Брізен                         |
| 1935 | ф  | Човнярі з Волги               | Les bateliers de la Volga              | лейтенант Вадим Борзін              |
| 1936 | ф  | Винен                         | Le coupable                            | Жером Лескуєр                       |
| 1937 | ф  | Людина нізвідки               | L'homme de nulle part                  | Матіас Паскаль / Адріан Мейс        |
| 1937 | ф  | Мадемуазель лікар             | Mademoiselle Docteur                   | Грегор Курден «Кондуйон»            |
| 1937 | ф  | Пікова дама                   | La dame de pique                       | Арман                               |
| 1937 | ф  | Бальний записник              | Un carnet de bal                       | Тьєррі Рейналь                      |
| 1937 | ф  | Справа ліонського кур'єра     | L'affaire du courrier de Lyon          | П'єр-Жозеф Лезюрк                   |
| 1938 | ф  | Дивний пан Віктор             | L'étrange Monsieur Victor              | Бастьєн Робіно                      |
| 1938 | ф  | Гравець                       | Le joueur                              | Олексій Нікітін                     |
| 1938 | ф  | Королівське розлучення        | A Royal Divorce                        | Наполеон Бонапарт                   |
| 1940 | ф  | Груднева ніч                  | Nuit de décembre                       | П'єр Дармон                         |
| 1940 | ф  | Божий слід                    | L'empreinte du Dieu                    | Доміціон Ван Берген                 |
| 1941 | ф  | Зоряна молитва                | La prière aux étoiles                  | П'єр Флорен                         |
| 1942 | ф  | Сніг на слідах                | La neige sur les pas                   | Марк Румене                         |
| 1942 | ф  | Понкарраль, полковник імперії | Pontcarral, colonel d'empire           | Понкарраль                          |
| 1943 | ф  | Таємниці                      | Secrets                                | Рене                                |
| 1943 | ф  | Єдине кохання                 | Un seul amour                          | Жерар де Клерґ                      |
| 1944 | ф  | Горбань                       | Le bossu                               | кавалер Анрі де Лагарде             |
| 1946 | ф  | Пасторальна симфонія          | La symphonie pastorale                 | пастор Жан Мартенс                  |
| 1946 | ф  | Батьківщина                   | Patrie                                 | граф Рісоор                         |
| 1947 | ф  | Небесний батальйон            | Le bataillon du ciel                   | Ферейн                              |
| 1948 | ф  | Після кохання                 | Après l'amour                          | Франсуа Месуле                      |
| 1949 | ф  | Бал Купідона                  | Bal Cupidon                            | Фліп                                |
| 1949 | ф  | Доктор Леннек                 | Docteur Laennec                        | доктор Рене, Теофіль Леннек         |
| 1950 | ф  | Мій друг Сенфуан              | Mon ami Sainfoin                       | Сенфуан                             |
| 1959 | ф  | Розбірки серед жінок          | Du rififi chez les femmes              | пірат                               |
| 1959 | ф  | Катя                          | Katia                                  | Кубаров                             |
| 1961 | ф  | Чорний монокль                | Le monocle noir                        | маркіз де Війємор                   |

Режисер
- 1943 : Таємниці / Secrets
- 1943 : Єдине кохання / Un seul amour

## Визнання
| Нагороди та номінації П'єра Бланшара   | Нагороди та номінації П'єра Бланшара                                          | Нагороди та номінації П'єра Бланшара | Нагороди та номінації П'єра Бланшара |
| Рік                                    | Категорія                                                                     | Фільм                                | Результат                            |
| -------------------------------------- | ----------------------------------------------------------------------------- | ------------------------------------ | ------------------------------------ |
| Венеційський міжнародний кінофестиваль |                                                                               |                                      |                                      |
| 1935                                   | Велика золота медаль Національної фашистської асоціації для найкращого актора | Злочин і кара                        | Перемога                             |
| Національна рада кінокритиків США      |                                                                               |                                      |                                      |
| 1938                                   | Найкраща акторська гра                                                        | Бальний записник                     | Перемога                             |